# Virovitiško-podravska županija
Virovitiško-podravska županija (hrvaško Virovitičko-podravska županija) je ena izmed 21 županij Hrvaške. Glavno mesto županije je Virovitica.

## Upravna delitev
- Mesto Virovitica (sedež županije)
- Mesto Slatina
- Mesto Orahovica
- Občina Pitomača
- Občina Špišić Bukovica
- Občina Lukač
- Občina Gradina
- Občina Suhopolje
- Občina Sopje
- Občina Voćin
- Občina Čađavica
- Občina Nova Bukovica
- Občina Crnac
- Občina Mikleuš
- Občina Čačinci
- Občina Zdenci